# Baustatik-Baupraxis
Die Forschungsvereinigung Baustatik-Baupraxis e.V. ist eine am 4. Oktober 1988 gegründete Vereinigung mit dem selbsternannten Ziel, den Austausch von Erfahrungen und Ideen zwischen der Baupraxis und den Hochschulinstituten zu fördern.

## Konferenzen
Die Fachtagung Baustatik-Baupraxis findet seit 1981 im Abstand von drei Jahren an wechselnden Hochschulorten statt. Veranstalter sind die Lehrstühle und Institute für Statik im deutschsprachigen Raum – vertreten durch die Forschungsvereinigung Baustatik-Baupraxis und unterstützt von der German Association for Computational Mechanics (GACM).

## Mitglieder
- RWTH Aachen Lehrstuhl für Baustatik und Baudynamik
- TU Berlin Fachgebiet Statik und Dynamik
- Ruhr-Universität Bochum Lehrstuhl für Statik und Dynamik
- TU Braunschweig Institut für Statik
- TU Cottbus Lehrstuhl für Statik und Dynamik
- TU Darmstadt Institut für Statik und Konstruktion
- TU Dortmund Institut für Baumechanik, Statik und Dynamik
- TU Dresden Institut für Statik und Dynamik der Tragwerke, Institut für Mechanik und Flächentragwerke
- Universität Duisburg-Essen Fachgebiet Baustatik, Fachgebiet Statik und Dynamik der Flächentragwerke
- TU Graz Institut für Baustatik
- Universität Hannover Institut für Statik und Dynamik
- TU Hamburg-Harburg Baustatik und Stahlbau
- Universität Innsbruck Institut für Grundlagen der Bauingenieurwissenschaften
- TU Kaiserslautern Fachgebiet für Statik und Dynamik der Tragwerke
- KIT Karlsruhe Institut für Baustatik
- Universität Kassel Fachgebiet Baustatik
- Universität Luxemburg Chair of Structural Analysis
- TU München Lehrstuhl für Statik
- Universität der Bundeswehr München Institut für Mechanik und Statik
- Universität Rostock Baustatik & Baudynamik
- Universität Siegen Lehrstuhl für Baustatik
- Universität Stuttgart Institut für Baustatik und Baudynamik
- Bauhaus-Universität Weimar Institut für Strukturmechanik
- TU Wien Institut für Mechanik der Werkstoffe und Strukturen
- Universität für Bodenkultur Wien Institut für konstruktiven Ingenieurbau
- Universität Wuppertal Statik und Dynamik der Tragwerke
- ETH Zürich Professur für Baustatik und Konstruktion

## Publikationen

### Tagungsbände
- Berichte der Fachtagung Baustatik-Baupraxis 12, Kai-Uwe Bletzinger, Rupert Fisch, Norbert Gebbeken, ISBN 978-3-00-041256-1.
- Berichte der Fachtagung Baustatik-Baupraxis 11, Gernot Beer, Christian Dünser, Günther Hofstetter, Yvonne Theiner ISBN 978-3-85125-115-9.
- Berichte der Fachtagung Baustatik-Baupraxis 10, Werner Wagner, ISBN 978-3-935322-14-0.
- Berichte der Fachtagung Baustatik-Baupraxis 09, B. Möller, ISBN 3-00-015456-6.